# Liste der Baudenkmale in Balow
In der Liste der Baudenkmale in Balow sind alle Baudenkmale der Gemeinde Balow (Landkreis Ludwigslust-Parchim) und ihrer Ortsteile aufgelistet (Stand: August 2020).

## Balow
| ID | Lage                            | Bezeichnung                                                    | Beschreibung | Bild                                 |
| -- | ------------------------------- | -------------------------------------------------------------- | --- | ------------------------------------ |
|    | Am Wirtschaftshof 8 (Karte)     | ehemaliges Verwalterhaus (Begegnungsstätte)                    | |                                      |
|    | Am Wirtschaftshof 10,11 (Karte) | Gutsanlage mit ehemaligem Gutshaus und ehemaligem Pferdestall, | Eingeschossiges Fachwerkhaus vom 18. Jahrhundert mit mittigem Zwerchgiebel und Krüppelwalmdach.                                 |                                      |
|    | Büdnerstraße 2 (Karte)          | Hofanlage mit Wohnhaus und Scheune                             | |                                      |
|    | Büdnerstraße 13 (Karte)         | Hofanlage mit Wohnhaus und Scheune                             | |                                      |
|    | Dambecker Weg 18 (Karte)        | Scheune                                                        | |                                      |
|    | Dorfstraße 2 (Karte)            | Wohnhaus                                                       | |                                      |
|    | Dorfstraße 5 (Karte)            | Gasthof/Saalanbau                                              | |                                      |
|    | Dorfstraße 29/30/31/32 (Karte)  | Wohnhaus                                                       | |                                      |
|    | Dorfstraße                      | Kopfsteinpflasterung                                           | |                                      |
|    | (Karte)                         | Kirche mit freistehendem Glockenturm                           | Backsteinbau von 1774; Langhaus mit Pilastern im Spätrenaissancestil; freistehender Fachwerk-Glockenturm; barocker Kanzelaltar. | Kirche mit freistehendem Glockenturm |
|    | Möllenbecker Weg                | Zufahrtsallee                                                  | |                                      |
|    | Möllenbecker Weg 7 (Karte)      | ehem. Gärtnerhaus mit Mauer                                    | |                                      |